# 瓦姆里區
36°14′N 2°34′E / 36.233°N 2.567°E

瓦姆里區（阿拉伯语：‎），是阿爾及利亞的行政區，位於該國北部，由麥迪亞省負責管轄，首府設於瓦姆里，面積204平方公里，2008年人口25,909，人口密度每平方公里127人。